# Pedernales (Vizcaya)
Pedernales (oficialmente en euskera: Sukarrieta) es un municipio español de la provincia de Vizcaya, perteneciente a la comunidad autónoma del País Vasco. Está situado en la comarca de Busturialdea, dentro de la reserva de la biosfera de Urdaibai, próxima a la villa costera de Bermeo. El término municipal tiene una población de 353 habitantes (INE 2024).

## Toponimia
La antigua anteiglesia de la que se deriva el actual municipio se denominaba San Andrés de Pedernales.
Por motivos obvios el nombre de la anteiglesia se ha solido asociar a la abundancia del tipo de roca denominado pedernal (o sílex) en el lugar.
La anteiglesia fue conocida antiguamente en euskera bajo el nombre de Samikola. Algunos consideran que esta es una deformación de San Nicolás, ya que a finales del siglo XVIII la parroquia de Pedernales se trasladó de la iglesia de San Andrés a la ermita de San Nicolás, que ejerció de parroquia de la anteiglesia, para luego volver a reconstruirse la de San Andrés (donde actualmente sigue). La Real Academia de la Lengua Vasca admite la posibilidad de llamar Samikola al pueblo en contextos restringidos.
Sukarrieta (el actual nombre vasco de la localidad) es una traducción moderna de Pedernales, ya que sukarri (literalmente piedra de fuego) es el nombre que recibe en euskera el pedernal y -eta es un sufijo locativo que se utiliza en euskera para consignar cantidad. Sukarrieta es el nombre oficial del municipio desde 1984. Fue publicado en el BOE en 1989.

## Historia
Hacia mediados del siglo XIX, el lugar, una anteiglesia ya por entonces con ayuntamiento propio, tenía contabilizada una población de 244 habitantes. Aparece descrito en el duodécimo volumen del Diccionario geográfico-estadístico-histórico de España y sus posesiones de Ultramar de Pascual Madoz con las siguientes palabras:

PEDERNALES: anteigl. con ayunt. en la prov. de Vizcaya (á Bilbao 6 1/2 leg.), part. jud. de Guernica (1 1/2), aud. terr. de Búrgos (29 1/2), c. g. de las Provincias Vascongadas (á Vitoria 10), dióc. de Calahorra (29). Tiene el segundo voto y asiento en las juntas de Guernica, y contribuye al señ. por 33 1/2 fogueras. sit. á la orilla del r. Mundaca; disfruta de clima templado y saludable. Consta de 46 casas diseminadas en cas., incluyendo los de Lequendica de Canala; igl. parr. (San Andrés), servida por un beneficiado, y matriz de las de Acorda y Canala, cuyas advocaciones son Sta. Engracia y Sta. Maria, perteneciente la primera en lo civil á la anteig. de Ibarranguelua; para beber y demas usos se aprovechan las aguas de dos riach. que cruzan por el pueblo. El térm. confina N. Mundaca; E. Ibarranguelua y Arteaga, mediando la ria; S. Busturia, y O. Bermeo: dentro de su circunferencia está el monte Abaro-mendi, poblado en parte de robles y argomas. El terreno es peñascoso y estéril; le cruzan los citados riach. tributarios del r. Mundaca. caminos: el de Durango á Bermeo atraviesa por el pueblo y se halla en buen estado, tiene una venta. prod.: chacolí, maiz, trigo, alubia y poca castaña; cria ganado vacuno, y caza de liebres. ind.: un molino harinero. pobl.: 51 vec., 244 alm. riqueza imp.: 3,262 rs. 17 mrs. El presupuesto municipal asciende á 3,000 rs., y se cubre con la renta de las tabernas.
(Madoz, 1849, pp. 729-730)

Cuenta una leyenda local que San Antonio de Padua tiene sus raíces en Pedernales. Su abuela materna, oriunda del caserío de Abiña de esta localidad, se enamoró de uno de los marineros portugueses mencionados en el apartado anterior, y viajó con él a Portugal. En el lugar donde antaño se erigía el caserío familiar, hoy día hay una pequeña ermita dedicada al santo, en la que se puede apreciar una sencilla imagen de San Antonio. Curiosamente, esta imagen tiene los ojos claros, característica hereditaria de la familia Abiña.

Es tradicion en Vizcaya, é Iñiguez de Ibargüen, que escribió á fines del siglo XVI, le da carácter histórico, que San Antonio de Pádua estuvo en este país y visitó la caseria de Arbina, en la república de Pedernales, de donde se dice que procedía su abuela materna.
Memorias Históricas de la Isla de Izaro.

En este municipio se casó, murió y está enterrado el político nacionalista Sabino Arana, fundador del Partido Nacionalista Vasco y padre del nacionalismo vasco.
El islote de San Andrés o San Dinderi recibe su nombre de la iglesia parroquial de Pedernales que estuvo ahí ubicada hasta que un temporal a mediados del siglo XVIII destruyó el puente de acceso al islote y que le unia a Iturburugana (actual Colonia de la BBK). Era propiedad del caserío Abiña al estar entre sus pertenecidos. Atxikallende, su propietario lo vendió a Sabino de Arana y Goiri, que sería después su yerno al casarse con su hija Nikole. Cuando falleció Sabino, Nikole lo vendió en el año 1906 a Claudio Urrutia por 15 mil ptas. Urrutia, como otros vecinos de la zona incluida Kanala y Arketa estaban preocupados por si la Sdad La Dinamita se hacía con el islote para trasvasar los explosivos que la empresa de Galdakano distribuía desde la ria de Mundaka-Gernika a toda la península y Norte de África. Al comprar Urrutia se salvaguardo, en parte la seguridad. El islote hoy pertenece a los descendientes de Urrutia.

## Demografía
Pedernales cuenta con una población de 353 habitantes (INE 2024).
| Gráfica de evolución demográfica de Pedernales entre 1842 y 2021 |
| |
| Población de derecho según los censos de población del INE Población de hecho según los censos de población del INEEn estos censos se denominaba Pedernales: 1842, 1857, 1860, 1877, 1887, 1897, 1900, 1910, 1920, 1930, 1940, 1950, 1960, 1970 y 1981 |

## Administración y política

### Gobierno municipal
| Partido político                                              | 2015  | 2015       | 2011  | 2011       | 2007  | 2007       | 2003        | 2003        | 1999  | 1999       | 1995  | 1995       | 1991  | 1991       |
| Partido político                                              | %     | Concejales | %     | Concejales | %     | Concejales | %           | Concejales  | %     | Concejales | %     | Concejales | %     | Concejales |
| Euzko Alderdi Jeltzalea-Partido Nacionalista Vasco (EAJ-PNV)  | 51,82 | 4          | 46,94 | 4          | 62,83 | 5          | 71,05       | 6           | 55,13 | 4          | 64,59 | 5          | 56,00 | 4          |
| Euskal Herria Bildu (EH Bildu)-Bildu                          | 27,13 | 2          | 31,84 | 2          | —     | —          | —           | —           | —     | —          | —     | —          | —     | —          |
| Sukarrieta Kanala Berbiztu (SKB)                              | 18,22 | 1          | 18,37 | 1          | —     | —          | —           | —           | —     | —          | —     | —          | —     | —          |
| Partido Socialista de Euskadi-Euskadiko Ezkerra (PSE-EE PSOE) | 0,81  | 0          | 0,82  | 0          | 1,57  | 0          | 2,09        | 0           | —     | —          | —     | —          | —     | —          |
| Partido Popular del País Vasco (PP)                           | —     | —          | 1,63  | 0          | 3,14  | 0          | 5,31        | 0           | 5,56  | 0          | —     | —          | —     | —          |
| Eusko Alkartasuna (EA)                                        | —     | —          | —     | —          | 28,08 | 2          | 17,39       | 1           | 15,81 | 1          | 18,66 | 1          | 27,00 | 2          |
| Euskal Herritarrok (EH)-Herri Batasuna (HB)                   | —     | —          | —     | —          | —     | —          | Ilegalizado | Ilegalizado | 22,65 | 2          | 15,31 | 1          | 16,05 | 1          |

### Organización territorial
El municipio está conformado, según el Instituto Nacional de Estadística, por las entidades de población de Kanala y Txatxarramendi, además de por la de su nombre.

## Patrimonio
Hay en el municipio una iglesia dedicada a San Andrés.